# François-Antoine Le Hénaff
François-Antoine Le Hénaff, francoski general, * 1884, † 1963.